# Prefontaine (film)
Prefontaine è un film del 1997 che documenta la vita del mezzofondista Steve Prefontaine. Il film è stato scritto da Steve James e Eugene Corr e diretto da Steve James, mentre il protagonista è stato interpretato da Jared Leto.

## Confronti
Spesso il film è comparato a Without Limits, un film simile sulla vita di Prefontaine che è stato realizzato un anno dopo dalla Warner Bros.: benché entrambi i film focalizzino sugli stessi eventi, il film diretto da Steve James racconta la storia dal punto di vista del suo coach che gli era sempre accanto, Bill Bowerman, e della fidanzata di Prefontaine al momento della sua morte, Nancy Alleman. Il cast include Jared Leto che interpreta Prefontaine, Ed O'Neil che interpreta Bill Dellinger e R. Lee Ermey che interpreta Bill Bowerman.
Without Limits è stato prodotto da Tom Cruise e raccontato dal punto di vista di Bill Bowerman con Dellinger che interpreta un personaggio secondario e Mary Marckx, che fu la ragazza di Prefontaine mentre era a Oregon. In questo film non c'è Nancy Alleman e Mary interpreta la fidanzata di Prefontaine di tutta la sua vita. Bowerman è interpretato da Donald Sutherland che dà al personaggio una sfumatura più da guru, invece Ermey ha tratteggiato Bowerman come un personaggio più severo.
In entrambi i film, Prefontaine è mostrato come un personaggio testardo e difficile da domare.